# Гусиноозёрск (городское поселение)
Городско́е поселе́ние «Го́род Гусиноозёрск» (бур. Галуута Нуурын Хотын hомон) — муниципальное образование в Селенгинском районе Бурятии Российской Федерации. Образовано в 2006 году.
Административный центр — город Гусиноозёрск. Включает 3 населённых пункта.

## География
Городское поселение расположено в центральной части района. Граничит на севере, востоке и юге с сельским поселением «Загустайское», на западе — с сельским поселением «Бараты», на северо-западе — с лесными массивами Гусиноозёрского лесничества.
Территория поселения охватывает северное побережье Гусиного озера и занимает долину нижнего течения реки Загустай, северо-восточные склоны Хамбинского хребта и юго-западные склоны хребта Моностой.
Через территорию МО ГП «Город Гусиноозёрск» проходит федеральная автомагистраль Кяхтинский тракт и южная ветка Восточно-Сибирской железной дороги Улан-Удэ — Наушки с расположенной здесь станцией Загустай.

## История
2 апреля 1963 года упразднён Селенгинский район. В состав Кяхтинского района включены семь сельсоветов и рабочий посёлок Селендума. Рабочие посёлки Гусиное Озеро, Наушки и Чикой включены в Гусиноозёрский горсовет.
22 января 1965 года посёлок Ардасан Гусиноозёрского горсовета передан в состав Загустайского сельсовета Селенгинского района.
17 декабря 1975 года зарегистрирован населённый пункт Заозёрный и передан в Гусиноозёрский горсовет. Посёлок представлял собой открытый военный городок. В августе 2012 года из посёлка выведена воинская часть.

## Население
| 1978    | 1979    | 1980    | 1981    | 1982    | 1983    | 1984    | 1985    | 1986    |
| ------- | ------- | ------- | ------- | ------- | ------- | ------- | ------- | ------- |
| 22 500  | ↗23 500 | ↘23 300 | ↗23 400 | ↗23 700 | ↗24 600 | ↗25 300 | ↗26 100 | ↗26 900 |
| 1987    | 1988    | 1989    | 1990    | 1991    | 1992    | 1993    | 1994    | 1995    |
| ↗28 500 | ↗29 800 | ↗30 100 | ↗30 500 | ↗31 100 | ↗31 300 | ↗31 500 | ↗31 700 | ↗32 200 |
| 1996    | 1997    | 1998    | 2010    | 2011    | 2012    | 2013    | 2014    | 2015    |
| ↗32 300 | ↗32 800 | ↘31 900 | ↘24 582 | ↗26 085 | ↘25 650 | ↘25 292 | ↘24 774 | ↘24 618 |
| 2016    | 2017    | 2018    | 2019    | 2020    | 2021    | 2023    | 2024    |         |
| ↗24 652 | ↘24 564 | ↘24 336 | ↗24 339 | ↘24 296 | ↗24 543 | ↘24 504 | ↘24 398 |         |

## Состав городского поселения
| № | Населённый пункт | Тип населённого пункта        | Население |
| - | ---------------- | ----------------------------- | --------- |
| 1 | Гусиноозёрск     | город, административный центр | ↘24 310   |
| 2 | Загустай         | посёлок станции               | ↘149      |
| 3 | Заозёрный        | посёлок                       | ↘800      |

Посёлок Заозёрный до августа 2012 года был воинской частью, где трудилось небольшое число жителей Гусиноозёрска. С переводом в другой регион военных и их семей, бывших основным населением, посёлок закрыт. Вся инфраструктура свёрнута. Население составляет всего два десятка человек рабочего персонала.